# بعد از ظهر

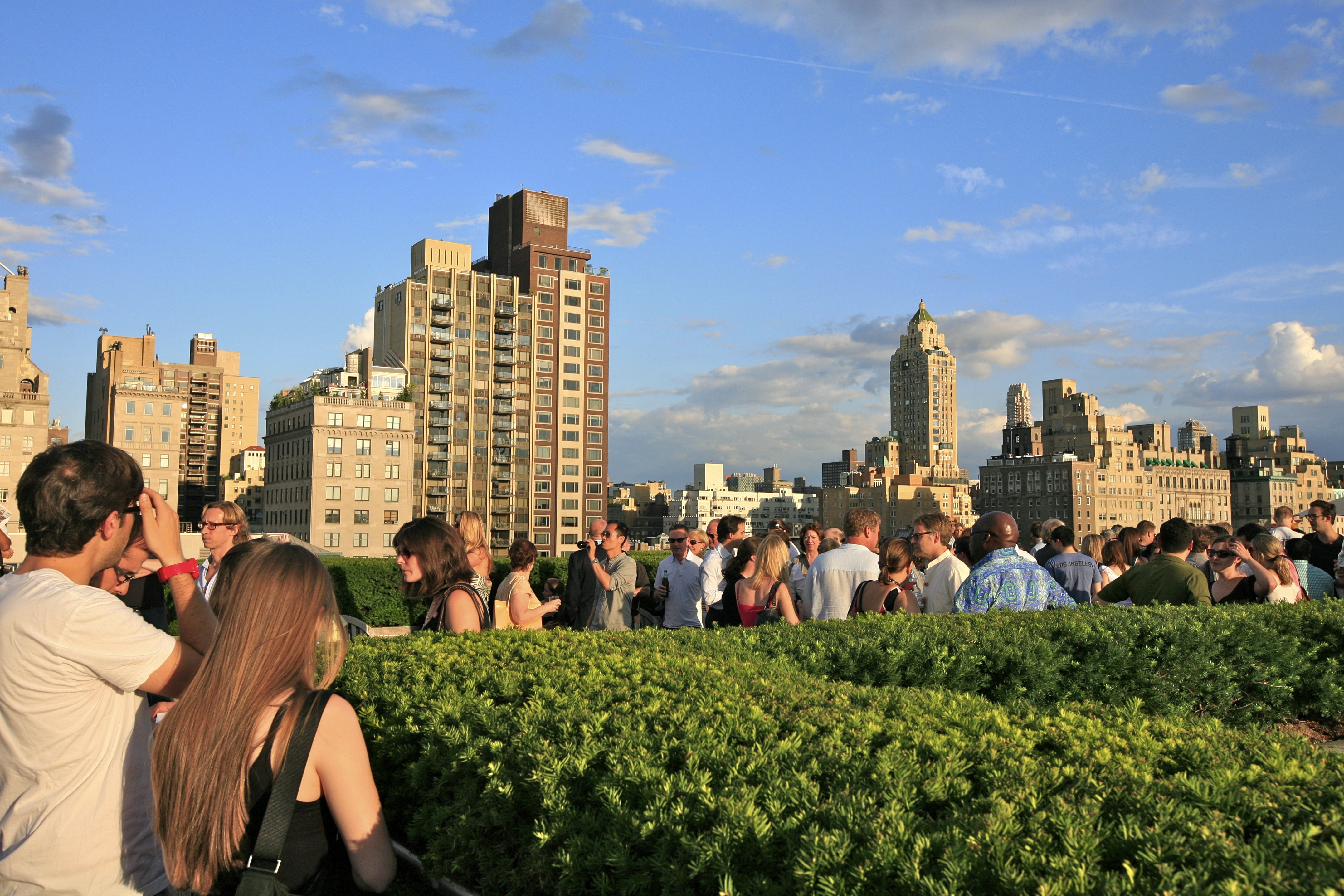
اوایل یک بعد از ظهر، بازدیدکنندگان موزهٔ متروپولیتن در شهر نیویورک

بعد از ظهر یا پس‌نیمروز (به انگلیسی: afternoon) بخشی از روز است که از نیمروز تا عصر (ایوار) به درازا می‌کشد. در این زمان، خورشید از اوجِ خود در آسمان در جهت غرب تا حدودی مانده به خط پایانِ خود در افق نزول می‌کند. تقریباً نیمی از ساعات کاری یا تحصیل انسان‌ها به‌طور معمول در این زمان می‌گذرد. معمولاً از ساعت ۱۲ تا قبل از ۴ را ظهر در نظر می‌گیرند.